# Polyrhachis laboriosa
Polyrhachis laboriosa är en myrart som beskrevs av Smith 1858. Polyrhachis laboriosa ingår i släktet Polyrhachis och familjen myror. Inga underarter finns listade i Catalogue of Life.